# Rhinoppia minimedia
Rhinoppia minimedia är en kvalsterart som först beskrevs av Antonio Arillo och Subías 1990.  Rhinoppia minimedia ingår i släktet Rhinoppia och familjen Oppiidae. Inga underarter finns listade i Catalogue of Life.